# Dischistus holopticus
Dischistus holopticus är en tvåvingeart som beskrevs av Greathead 1995. Dischistus holopticus ingår i släktet Dischistus och familjen svävflugor.
Artens utbredningsområde är Kenya. Inga underarter finns listade i Catalogue of Life.